# Lokalizáció (neurológia)
A lokalizáció neurológiai és neuropszichológiai fogalom, szűkebb értelemben az észlelt vagy megjegyzett külvilág térbeli viszonyainak leképezése az agyban, a jobb agykéreg fali lebenyében, tágabb értelmezésben pedig a kognitív funkciókért és képességekért (észlelés, emlékezés, kommunikáció, érzelmi élet stb.) felelős agyi területek beazonosítása és vizsgálata (agyi lokalizáció vagy agykérgi lokalizáció, a nemzetközi szakirodalomban cerebral lateralisation vagy cortical functional localization).
Az első agyi lokalizációs elméleteket az 1860-as években a francia Paul Broca és a német Carl Wernicke alkotta meg. Az azóta eltelt másfél évszázadban két irányzat látszott körvonalazódni a lokalizáció folyamatának leírásában. Az egyik felfogás szerint minden funkció egy jól körülhatárolható agyi területen zajlik (topografikus lokalizációs elmélet, Wilder Graves Penfield). A másik értelmezés szerint a mentális funkciók meglehetősen bonyolult jelenségek, és számos agyrész együttműködésének eredményei, s a magasabb központok sérülése esetén az alacsonyabbak akár át is vehetnek egyes funkciókat (hierarchikus lokalizációs elmélet, John Hughlings Jackson). A leggyakrabban használt lokalizációs ábra Korbinian Brodmann nevéhez fűződik, aki az 1909-ben leírt Broadmann-mezőkkel ötvenkét különböző motorikus és kognitív funkcióért felelős agykérgi területet határozott meg.
Az emberi nagyagy két agyféltekére oszlik, amelynek agykérgi részeit a kérgestest is összekapcsolja, és bár megjelenését, struktúráját tekintve az agy ilyenformán szimmetrikusnak mutatkozik, az egyes funkciókért felelős területek elhelyezkedése, az agy voltaképpeni működése aszimmetriát mutat (agyi lateralizáció vagy agyfélteke-dominancia). A jobb és a bal oldali agyfélteke eltérő szerepet játszik az észlelés, a viselkedés, a megismerés és az érzelmi élet vonatkozásában. Alapvetően a bal agyfélteke egyes területei felelősek a beszéd, a beszédértés, a hangfelismerés, az írás-olvasás, a tanulás, az emlékezés, a tapintásos észlelés és az időérzékelés funkcióiért, míg a jobb oldali féltekében találhatóak a térleképezés, a szín-, arc- és alakfelismerés, a hangképzés és -felismerés és a tudatos figyelem agyi területei.
A lokalizáció megértéséhez az állatkísérletek mellett nagymértékben hozzásegíthet a lokális agysérülések következtében fellépő diszfunkciók vizsgálata (komputertomográfia, mágnesesrezonancia-vizsgálat), valamint az ingerléssel előidézett agykérgi elektromos tevékenységváltozások elemzése. Az utóbbi évtizedek korszerű lézióanalízisében hasonló sikerrel kecsegtetnek a háromdimenziós rekonstrukciós technikák, amelynek során az MRI-képek számítógépes átalakításával az agy károsodása és a sérült szövetek anyagcseréje térben ábrázolható.

## Külső hivatkozások
- Lokalizáció és lézióanalízis a kognitív idegtudományokban